# David Scott Morgan (chitarrista)
David Scott Morgan (Birmingham, 19 agosto 1942) è un chitarrista britannico noto prevalentemente per la sua carriera solista, sebbene abbia fatto parte di band quali Electric Light Orchestra e Magnum.

## Biografia
È stato il chitarrista della band rock Electric Light Orchestra, dal 1981 al 1986, dopo aver già fatto parte dei The Uglyes, negli anni sessanta, insieme a Steve Gibson.
È anche accreditato anche come cantante nell'album Secret Messages, pubblicato nel 1983.
Formò inoltre la Tandy-Morgan Band con il tastierista degli E.L.O Richard Tandy nel 1985. Insieme hanno registrato il concept album Earthrise. L'album contiene 14 tracce, tutte scritte da Morgan, con gli arrangiamenti delle tastiere di Tandy. Earthrise è stato prodotto da Steve Lipson, e pubblicato su vinile nel 1986 per l'etichetta FM Revolver. Nel 1992, Morgan pubblicò l'album su CD. Nel 2011 una versione riveduta e aggiornata, intitolata Earthrise Special Edition, è stata pubblicata dall'etichetta Rock Legacy.
Fu anche l'autore della canzone "Hiroshima", che fu un successo in Germania nel 1978 per la band Wishful Thinking. Nel 1990, la versione della cantante tedesca Sandra Cretu fu una hit numero 4, sempre in Germania.

## Discografia

### Solista
- 1971 - Morgan
- 1997 - Call
- 1999 - Long Way Home
- 2012 - Across the Divide
- 2017 - Bubbles
- 2018 - Highland
- 2019 - Seven
- 2021 - Bubbles 2 (2019)